# Encyclopedia of Evil
Encyclopedia of Evil, è il primo EP del gruppo musicale thrash metal svedese Bewitched, pubblicato dall'etichetta discografica Osmose Productions nel 1996.

## Il disco
Il CD uscì nel 1996 e in seguito le canzoni che lo compongono furono incluse nella ristampa in digipak dell'album Diabolical Desecration, edita nel 2002 dalla Osmose Productions. Le tracce dell'EP sono quasi tutte cover di alcune delle band da cui i Bewitched trasse maggiore ispirazione, come Venom, Bathory, Mercyful Fate, Celtic Frost e Black Widow. Il disco contiene come ultimo brano la canzone Hellcult, che, al pari della breve intro intitolata Prologue, è una composizione originale della band.

## Tracce
1. Prologue – 0:42
2. Warhead (cover dei Venom) – 3:34
3. Sacrifice (cover dei Bathory) – 3:41
4. Evil (cover dei Mercyful Fate) – 4:53
5. Circle Of The Tyrants (cover dei Celtic Frost) – 4:45 – (Stormlord alla batteria)
6. Come To The Sabbath (cover dei Black Widow) – 4:54
7. Hellcult – 2:55

## Formazione
- Marcus "Vargher" Norman – voce, chitarra
- Blackheim – voce, chitarra
- Kristoffer "Wrathyr" Olivius – basso
- Reaper – batteria